# Зигел, Тай
Тай Зи́гел (Зи́гель), англ. Ty Ziegel; полное имя Та́йлер У. Зи́гел, англ. Tyler W. Ziegel; 16 октября 1982, Пеория, Иллинойс, США — 26 декабря 2012, там же) — сержант морской пехоты США, получивший сильные ожоги лица во время войны в Ираке. Награждён медалью «Пурпурное сердце».

## Биография

Тай Зигел. 2003

Тайлер Зигел был старшим из двоих сыновей Джеффри и Ребекки Зигелов. Отец Тайлера работал строителем, мать была официанткой. Окончив школу, Тай поступил на службу в армию. В 2003 году после учебного лагеря он был направлен в Ирак в составе частей морских пехотинцев.
Трагическое событие произошло 22 декабря 2004 года. Армейский грузовик, на котором сержант Зигел и ещё шесть пехотинцев патрулировали окрестности Эль-Кайма на северо-западе Ирака, был протаранен начинённым взрывчаткой автомобилем террориста-смертника.
Тай выжил, но получил серьёзные увечья: левая рука была ампутирована ниже локтя, три пальца правой руки были оторваны, на место большого пальца был пересажен большой палец ноги. Зигел ослеп на один глаз, лишился ушей, носа и губ; в его черепе застряла шрапнель, над бровями осталось отверстие в кости. Для возможного использования в будущем часть черепа Зигела, замещённая искусственной пластиной, была вживлена в жировую ткань верхней части его тела. Кроме того, Тай лишился слёзного канала, заменённого протезом. После 30 хирургических операций утраченные части лица так и не удалось восстановить — оно оказалось полностью обезображено.
7 октября 2006 года, вскоре после выписки из госпиталя, Тайлер Зигел женился на Рене Клайн (англ. Renee Kline), с которой встречался до отправки в Ирак. Они обручились ещё во время короткого отпуска Тая, когда у Рене погиб отец, разбившись на мотовездеходе. Свадьба Тайлера и Рене, активно освещавшаяся в прессе, вызвала в США широкий общественный резонанс. Дата бракосочетания была объявлена праздником штата Иллинойс. На свадьбе присутствовала известный американский фотограф Нина Берман, сделавшая серию снимков, один из которых получил первый приз среди портретов на конкурсе World Press Photo.
Через год после свадьбы Зигел и Клайн развелись. Причиной развода, по их словам, была поспешность, с которой они поженились, и отношения супруги с её бывшим бойфрендом .
После трагедии Тай старался вести социально активную жизнь. Однако поскольку он не был трудоспособным, его финансовый достаток обеспечивало Министерство по делам ветеранов США. Тем не менее, в 2007 году Зигелу пришлось вступить с последним в спор по поводу размеров ежемесячного пособия. Вместо ожидаемых 4 тыс. долларов его первоначальная сумма составила 2700 долларов, что, по мнению Тая, было недостаточным для поддержания нормального уровня жизни. Тогда же Зигел принял участие в документальной телепередаче CNN Special Investigations Unit на канале CNN, после выхода которой его финансовые требования были удовлетворены. Передача привлекла внимание широкой аудитории: свою поддержку Таю выразило большое количество людей, в том числе ветеран Второй Мировой войны Хершел Уильямс, награждённый высшей военной наградой США — Медалью Почёта.
26 декабря 2012 года Тай Зигел умер. Как сообщалось в новостях, причиной смерти стал удар при падении на лёд.
В феврале 2013 года губернатор штата Иллинойс Пат Куин в ежегодном обращении к обеим палатам Легислатуры штата сослался на историю сержанта Зигела как на пример мужества, необходимого депутатам. Он сказал следующее: «Всё, что нам надо в предстоящей сессии, это мужество, настоящее политическое мужество, чтобы делать правильные вещи. Нам не надо далеко ходить за примерами, достаточно посмотреть на наших мужчин и женщин в форме. Людей, как сержант Тайлер Зигел, гордый морской пехотинец, который вырос в Метаморе, Иллинойс… (англ. What we all need in this coming session is courage, real political courage to do the right thing. We don’t need to look any further for examples of courage than our men and women in uniform. Men like Sergeant Tyler Ziegel, a proud Marine who grew up in Metamora, Illinois…)».
В начале мая 2013 года, после расследования обстоятельств смерти, коронер графства Пеория Джонна Ингерсол (англ. Johnna Ingersoll) заявила, что Тай Зигел умер не от удара о лёд, а от алкогольной и наркотической интоксикации. Анализы показали, что уровень алкоголя в крови Зигела равнялся 0,123 % BAC (1,23 промилле), а уровень морфина, показывающий наличие героина, составил 540 нг/мл. Ни одно из этих значений не приводит к летальному исходу само по себе — причиной смерти, по заявлению Ингерсол, стало именно смешение этих веществ. Жюри коронера признало, что смерть Зигела не была умышленной .